# 1805 na política

## Nascimentos
| Data        | Nome                        | Profissão                                              | Nacionalidade | Observações | Ref   |
| ----------- | --------------------------- | ------------------------------------------------------ | ------------- | ----------- | ----- |
| 26 de março | António de Oliveira Marreca | economista, jornalista, escritor, professor e político | Portugal      | m. 1889     | [ 1 ] |

## Mortes
| Data | Nome | Profissão | Nacionalidade | Observações | Ref |
| ---- | ---- | --------- | ------------- | ----------- | --- |